# Carrie Russell

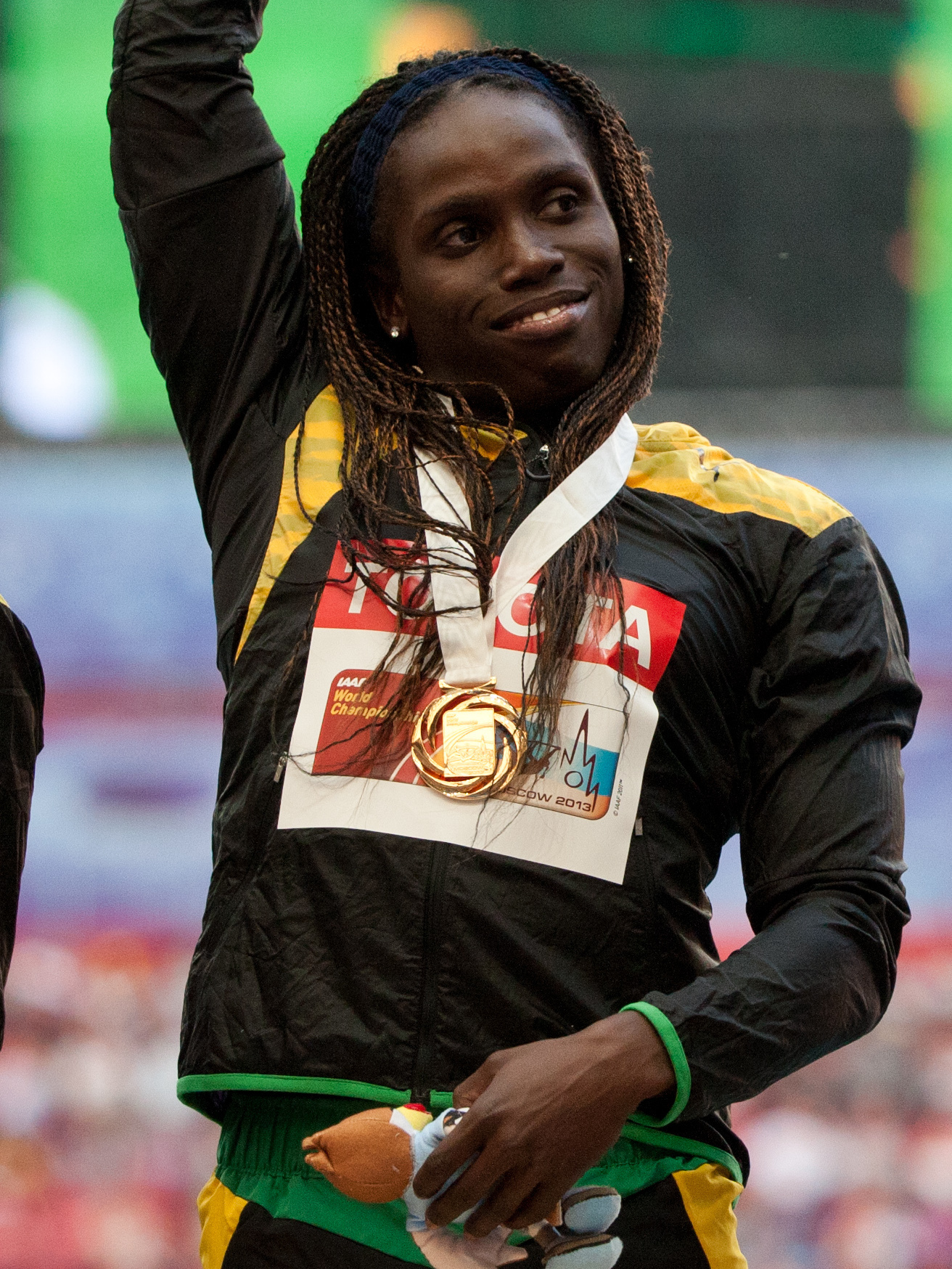
2013

Carrie Russell (* 18. Oktober 1990) ist eine jamaikanische Sprinterin und Bobfahrerin.

## Leichtathletik
Bei der Sommer-Universiade 2011 in Shenzhen gewann Russell Gold über 100 Meter.
2013 siegte sie bei den Leichtathletik-Weltmeisterschaften in Moskau mit dem jamaikanischen Team in der 4-mal-100-Meter-Staffel.
Bestzeiten (Stand: 17. Januar 2018)
Halle:
- 60 m: 7,34 s, 15. Februar 2014, Birmingham

Freiluft:
- 60 m: 7,28 s, 25. Januar 2014, Kingston (Jamaika)
- 100 m: 10,98 s (+0,5 m/s), 29. August 2013, Zürich
- 200 m: 22,62 s (−0,2 m/s), 8. September 2013, Rieti
- 4 × 100 m: 41,29 s, 18. August 2013, Moskau

## Bobsport
Beim Finale zum Nordamerika-Cup 2016/2017 des Internationalen Bob- und Skeletonverbandes (IBSF) in Lake Placid waren Jazmine Fenlator-Victorian als Pilotin und Russell als Anschieberin Drittplatzierte, der erste Podestplatz für Jamaika in einem IBSF-Rennen. Im Dezember 2017 kamen Fenlator-Victorian/Russell beim 4. IBSF-Weltcup in Winterberg auf den 7. Platz.
Mitte Januar 2018 bestätigte Jamaikas Olympisches Komitee ihre Qualifikation als Anschieberin des Zweierbobs der Frauen bei den Olympischen Winterspielen in Pyeongchang.